# Freddy Fazbear's Pizzeria Simulator
Freddy Fazbear's Pizzeria Simulator (por vezes referido como FNaF 6) é um jogo eletrônico do gênero survival horror e point and click, desenvolvido e publicado de forma independente por Scott Cawthon. Lançado gratuitamente na Steam em 4 de dezembro de 2017, é o sexto título principal da franquia Five Nights at Freddy's.
O jogo combina dois estilos de jogabilidade: a gestão de uma pizzaria e segmentos inspirados nos títulos anteriores da série, em que o jogador deve sobreviver a ataques de animatrônicos hostis. Ao final de cada dia, o jogador pode optar por resgatar ou não um animatrônico para o dia seguinte; essas decisões influenciam o desenrolar da narrativa e permitem desbloquear diferentes finais alternativos.

## Enredo
Após o incêndio na pizzaria Fazbear's Fright, ocorrido no final de Five Nights at Freddy's 3 em 2023, o animatrônico Springtrap, que abriga o William Afton, sobrevive ao acidente. Ciente dos acontecimentos e determinado a encerrar definitivamente o ciclo de tragédias, Henry Emily, antigo sócio e amigo de Afton, elabora um plano para atrair e destruir todas as entidades remanescentes.
Henry inaugura uma nova filial, denominada Freddy Fazbear's Pizza Place, com o objetivo de servir como armadilha para os animatrônicos. Entre os alvos estão Lefty (que abriga Puppet, que contém o espírito de sua filha, Charlotte Emily), Scrap Baby (Elizabeth Afton), Molten Freddy e o próprio Springtrap (agora denominado Scraptrap). Para auxiliar na operação, o segurança noturno contratado para o local é Michael Afton, filho de William.
Ao longo de seis dias, de segunda-feira a sábado, o jogador resgata um animatrônico por vez. No sábado, Henry executa a etapa final de seu plano: tranca todos no interior do estabelecimento, incluindo ele próprio, e incendeia o prédio, destruindo os animatrônicos e encerrando as histórias de William, Michael e Elizabeth Afton, bem como de Charlotte Emily e Molten Freddy, que continha as almas de várias crianças. Com isso, as almas atormentadas encontram descanso após quarenta anos de eventos, desde o incidente retratado em Five Nights at Freddy's 4 em 1983 até os acontecimentos de Five Nights at Freddy's: Sister Location em 1993.

## Desenvolvimento
Em junho de 2017, Scott Cawthon insinuou estar trabalhando em um sexto jogo principal da série, mas posteriormente anunciou sua decisão de cancelá-lo. Em vez disso, afirmou que criaria um título separado, semelhante a Five Nights at Freddy's World, com foco na simulação de administração de pizzaria. No entanto, teasers para um novo projeto começaram a surgir no site de Cawthon no final de 2017. Em 4 de dezembro daquele ano, ele lançou Freddy Fazbear's Pizzeria Simulator na Steam como um software gratuito, sendo este o título que os fãs especulavam como o sucessor cancelado.

## Lançamento
O jogo foi lançado em 4 de dezembro de 2017 para Microsoft Windows via Steam, e em 13 de dezembro do mesmo ano na Game Jolt. Versões para dispositivos móveis Android e iOS, intituladas FNaF 6: Pizzeria Simulator, foram lançadas em 13 de agosto de 2019. Portes para Nintendo Switch e Xbox One chegaram em 31 de outubro de 2020, e uma versão para PlayStation 4 foi lançada em 31 de março de 2021.

## Trilha sonora
A trilha sonora de Freddy Fazbear’s Pizzeria Simulator foi composta por Leon Riskin, que já havia trabalhado em títulos anteriores da franquia Five Nights at Freddy's. O trabalho de Riskin para o sexto jogo principal buscou transmitir a dualidade entre a fachada alegre de uma pizzaria infantil e o terror psicológico que permeia os bastidores da narrativa.
Todas as faixas foram compostas por Leon Riskin.
| N.º | Título                                   | Duração |  |
| 1.  | "A Slice and a Scoop"                    | 0:49    |  |
| 2.  | "Swallowed by the Void"                  | 2:45    |  |
| 3.  | "Forgotton Sunday Show"                  | 1:02    |  |
| 4.  | "Thank You for Your Patience"            | 1:04    |  |
| 5.  | "Just Add Water"                         | 1:36    |  |
| 6.  | "Minor Corrosion of the Bizet"           | 0:28    |  |
| 7.  | "No Time for Popcorn"                    | 0:24    |  |
| 8.  | "The Runaway"                            | 0:23    |  |
| 9.  | "Groovy Gravy"                           | 0:20    |  |
| 10. | "Alchemists Fantasy"                     | 0:51    |  |
| 11. | "Four Bits to the Left"                  | 1:25    |  |
| 12. | "Four Bits to the Left (Distorted)"      | 1:53    |  |
| 13. | "Four Bits to the Left (More Distorted)" | 2:21    |  |
| 14. | "240 Bits per Mile"                      | 1:20    |  |
| 15. | "Smashing Windshields"                   | 1:27    |  |
| 16. | "Legal Woes"                             | 1:53    |  |
| 17. | "Title Screen (Fits Me Like a Glove)"    | 0:52    |  |
| 18. | "Creme de la Creme"                      | 1:10    |  |
| 19. | "Shift Complete"                         | 0:03    |  |
| 20. | "Nowhere to Run"                         | 2:57    |  |
| 21. | "Credits"                                | 1:34    |  |

| N.º | Título          | Duração |  |
| 1.  | "Airhorn"       | 0:03    |  |
| 2.  | "Horn"          | 0:02    |  |
| 3.  | "Ad"            | 1:02    |  |
| 4.  | "Score"         | 0:01    |  |
| 5.  | "Boom"          | 0:02    |  |
| 6.  | "Jumpscare"     | 0:07    |  |
| 7.  | "First Prompt"  | 0:33    |  |
| 8.  | "Second Prompt" | 0:19    |  |
| 9.  | "Third Prompt"  | 0:21    |  |
| 10. | "Fourth Prompt" | 0:15    |  |
| 11. | "Fifth Prompt"  | 0:39    |  |

## Recepção
Freddy Fazbear's Pizzeria Simulator recebeu críticas geralmente positivas. A GameCrate classificou-o como "o melhor valor em um jogo naquele momento", enquanto a Rock Paper Shotgun descreveu-o como "assustador como o inferno". O jornal The Ball State Daily News também foi positivo, chamando-o de "uma evolução interessante da fórmula de Five Nights at Freddy's".